# Marskstrandlöpare
Marskstrandlöpare (Bembidion fumigatum) är en skalbaggsart som först beskrevs av Caspar Erasmus Duftschmid 1812.  Marskstrandlöpare ingår i släktet Bembidion, och familjen jordlöpare. Arten är reproducerande i Sverige.